# 徐玉華

徐　玉華（じょ　ぎょくか　Xu Yuhua 1983年3月2日- ）は、中国の山東省・浜州市出身の柔道選手。階級は63kg級。身長165cm。妹はロンドンオリンピック63㎏級銀メダリストの徐麗麗。

## 人物
2000年の世界ジュニア57㎏級で3位になると、2001年の世界選手権では5位だった。その後階級を63㎏級に上げると、2006年のワールドカップ国別団体戦で3位、アジア大会では優勝を飾った。2008年に地元で開催された北京オリンピックには、妹の徐麗麗との代表争いに勝って出場するも、初戦で韓国の孔慈英に指導3で敗れた。その後、2011年の世界選手権で7位、2012年のアジア選手権で3位になるが、ロンドンオリンピックには妹との代表争いに敗れて出場できなかった。

## 主な戦績
57㎏級での戦績
- 2000年 - 世界ジュニア　3位
- 2001年 - 世界選手権　5位

63㎏級での戦績
- 2006年 - ワールドカップ国別団体戦　3位
- 2006年 -　アジア大会　優勝
- 2007年 - ロシア国際　3位
- 2008年 - フランス国際　3位
- 2010年 - グランプリ・アブダビ　優勝
- 2011年 - ワールドマスターズ　5位
- 2011年 - ワールドカップ・プラハ　優勝
- 2011年 - 世界選手権　7位
- 2012年 - アジア選手権　3位

(出典)。